# Helicopsyche quadrosa
Helicopsyche quadrosa is een schietmot uit de familie Helicopsychidae. De soort komt voor in het Neotropisch gebied.